# Sebastopol (1911)
Pour les articles homonymes, voir Sebastopol (homonymie).
Le Sebastopol, en russe : Севастополь, est un cuirassé dreadnought de la classe Gangut en service dans la Marine impériale de Russie de 1911 à 1917, puis dans la Marine soviétique de 1917 à 1957. Entre 1914 et 1918, le Sebastopol prit part à la Première Guerre mondiale dans la flotte de la Baltique. Transféré dans la flotte de la mer Noire, sous le nom de Commune de Paris (en russe Parizhskaya Kommuna - Парижская Коммуна) il participa à la défense de Sébastopol (1941-1942).

## Historique duSebastopol
Le Sebastopol fut affecté à la 1re escadre de la flotte de la Baltique. Au printemps et à l'été 1915, accompagné de ses sister-ships, le Petropavlovsk et le Gangut, le cuirassé effectua plusieurs essais en mer.

### Service duSebastopoldans la Marine impériale de Russie
Après la signature du traité de Brest-Litovsk le 3 mars 1918, le Sebastopol et d'autres navires de la flotte de la Baltique  prirent part à la croisière de glace de la flotte de la Baltique. Le 12 mars 1918, escorté par les brise-glaces Yermak et Volynets, la 1re escadre quitta le port d'Helsinki, le 17 mars 1918, les bâtiments de guerre accostèrent dans le port de Kronstadt.
En 1919, au cours de la Guerre civile russe, le Sebastopol fut engagé dans la défense de Petrograd.
Le Sebastopol et le Petropavlovk prirent part à la défense de Kronstadt du 1er mars au 18 mars 1921. Ces cuirassés restant fidèles au gouvernement provisoire ouvrirent le feu sur la forteresse de Krasnoflotsk, les villes de Sestroretsk et Oranienbaum. Ils tentèrent d'empêcher la concentration des forces de l'Armée rouge. Lors de la capitulation de la forteresse, de nombreux marins furent victimes de persécutions, la plupart des membres d'équipage du Sebastopol furent exécutés. La quasi-totalité de l'équipage fut remplacé.

### Carrière duParizhskaya kommunadans la Marine soviétique
Le 31 mars 1921, le Sebastopol fut transféré en mer Noire. En mars 1921, à l'occasion du cinquantième anniversaire de la Commune de Paris, en l'honneur de cet événement, le gouvernement soviétique rebaptisa le cuirassé, il prit le nom de Commune de Paris, en russe Parizhskaya kommuna - Парижская Коммуна. En 1925, sous le commandement de Mikhaïl Frounze (1885-1925), le Commune de Paris se rendit dans la baie de Kiel.
En 1929, le Commune de Paris fut affecté dans la flotte de la mer Noire. Arrivé dans le port de Sébastopol le 18 janvier 1930, le Commune de Paris devint le navire amiral de la flotte soviétique en mer Noire.

#### Grande Guerre patriotique
Au cours de la Grande Guerre patriotique, le Commune de Paris prit part à la défense de Sébastopol et du détroit de Kertch (1941-1942).
Le 1er novembre 1941, en raison de frappes aériennes ennemies, se plaçant à la tête d'un détachement de bâtiments de guerre, le Commune de Paris quitta sa base navale de Poti et s'empara des aérodromes de Crimée. Le 8 novembre 1941, afin de stopper l'avance allemande, pour la première fois, le Commune de Paris prit part aux combats pour la défense de Sébastopol. En décembre 1941, pour la seconde fois, le cuirassé fut engagé dans des combats, il ouvrit le feu sur des positions ennemies, le cuirassé soviétique détruisit 13 chars, 8 canons de campagne, 4 unités de traction, 37 camions de transport militaire. En mars 1942, le Commune de Paris ouvrit le feu sur des fortifications dans le détroit de Kertch. Le cuirassé tira plus de 300 obus. Pendant les tirs, les marins remarquèrent des fragments de métal se détachant des fûts de canons, suggérant une usure des armes à bord. De retour à Poti, des réparations furent entreprises sur le cuirassé. Le 12 septembre 1942, le bâtiment de guerre fut transféré à Batoumi. Après la victoire de Stalingrad remportée par l'armée soviétique, le 25 novembre 1942, le Commune de Paris retourna à Poti. Le 31 mars 1943, le cuirassé reprit son nom de Sebastopol.
Au cours de sa carrière, le Sebastopol participa à 15 campagnes de guerre, il ne subit aucun dommage grave. 

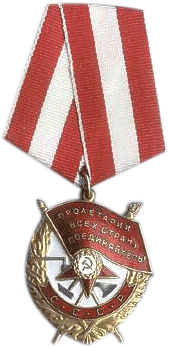

Le 8 juillet 1945, il fut décoré de l'Ordre du Drapeau rouge. Le 24 juillet 1954, il fut reclassé en navire école. En 1956, le cuirassé fut rayé des effectifs de la Marine soviétique. Entre 1956 et 1957, il fut démantelé à Sébastopol.

## Sources

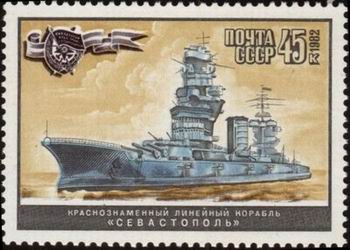
Почтовая марка СССР

- (ru)/(en) Cet article est partiellement ou en totalité issu des articles intitulés en russe « Севастополь (линкор) » (voir la liste des auteurs) et en anglais « Russian battleship Sevastopol (1911) » (voir la liste des auteurs).